# Branyiszkói alagút
A branyiszkói alagút egy szlovákiai alagút, mely a D1-es autópálya része, Beharóc és Frics között, a lőcsei és eperjesi járás határán, Siroka és Korotnok települések közigazgatási területén belül. 4975 m-es hosszával jelenleg Szlovákia leghosszabb közúti alagútja.
Az alagút 751 méteres tengerszint feletti magasságban nyílik, és a korábbi, autóval nehezen járható Branyiszkói-hágót váltotta ki, amelyen az I/18 országút is húzódik.
Jelenleg csak az alagút jobb oldali pályája van készen, ezért a forgalom ezen az oldalon zajlik, 2×1 sávon, 80 km/h-s sebességkorlátozás mellett. A meglévő alagút 7,5 m széles (mindkét oldalon 1–1 m járdával), és 4,5 m magas.

## Története
1996 áprilisában kezdték el építeni a bal oldali alagút helyén a feltáró alagutat, amelyet 1997 decemberében törtek át, és a mai napig menekülési útvonalként szolgál. Ha majd megépítik a végleges alagutat, az ennek a helyén fog húzódni.
1997 májusában indult a jobb oldali alagút építése, amelyet 1999. május 1-jén törtek át. Amikor az alagút mindkét fele találkozott, mindössze 13 mm eltérés volt a kettő között. A végleges alagút 2003. június 29-én készült el, hivatalosan, a próbaüzemet követően, október 1-jén helyezték forgalomba.
A bal oldali alagút befejezését 2020-ra tervezték, de az építkezés egyre csak csúszott, jelen állás szerint 2025-ben kezdődhet el.